# Velothon Wales
El Velothon Wales és una competició ciclista britànica d'un sol dia que es disputa a Gal·les. Creada el 2015, ja va entrar al calendari de l'UCI Europa Tour.

## Palmarès
| Any  | Vencedor         | Segon               | Tercer              |
| ---- | ---------------- | ------------------- | ------------------- |
| 2015 | Martin Mortensen | Ignatas Konovalovas | Gregory Habeaux     |
| 2016 | Thomas Stewart   | Rasmus Guldhammer   | Ian Bibby           |
| 2017 | Ian Bibby        | Karol Domagalski    | Christopher Lawless |